# اچ‌ام‌اس اروپا (۱۸۹۷)
اچ‌ام‌اس اروپا (۱۸۹۷) (به انگلیسی: HMS Europa (1897)) یک کشتی بود. این کشتی در سال ۱۸۹۷ ساخته شد.